# Nicolas Milanović
Nicolas Petar Milanović (Penrith, 14 novembre 2001) è un calciatore australiano con cittadinanza croata, ala dell'Aberdeen.

## Carriera
Cresciuto nei settori giovanili di Sydney United e Western Sydney, il 17 luglio 2020 firma il primo contratto professionistico con il Western Utd, di durata annuale. Il 1º giugno 2021 prolunga per due ulteriori stagioni con i neroverdi, con cui, nel 2022, vince lo scudetto.
Il 7 febbraio 2023 fa ritorno al Western Sydney, con cui firma un biennale; il 9 ottobre 2024 prolunga fino al 2026 con i rossoneri. Dopo essersi messo in mostra con il club di Sydney, nel 2025 vince la Johnny Warren Medal, come miglior giocatore del campionato; il 15 maggio dello stesso anno viene acquistato dall'Aberdeen, con cui si lega fino al 2028.

## Statistiche

### Presenze e reti nei club
Statistiche aggiornate al 9 luglio 2025.
| Stagione              | Squadra               | Campionato            | Campionato | Campionato | Coppe nazionali | Coppe nazionali | Coppe nazionali | Coppe continentali | Coppe continentali | Coppe continentali | Altre coppe | Altre coppe | Altre coppe | Totale | Totale | Totale |
| Stagione              | Squadra               | Comp                  | Pres       | Reti       | Comp            | Pres            | Reti            | Comp               | Pres               | Reti               | Comp        | Pres        | Reti        | Pres   | Reti   |        |
| --------------------- | --------------------- | --------------------- | ---------- | ---------- | --------------- | --------------- | --------------- | ------------------ | ------------------ | ------------------ | ----------- | ----------- | ----------- | ------ | ------ | ------ |
| 2020-2021             | Western Utd           | AL                    | 10         | 0          | -               | -               | -               | -                  | -                  | -                  | -           | -           | -           | 10     | 0      |        |
| 2021-2022             | Western Utd           | AL                    | 10+1       | 1          | CA              | 1               | 0               | -                  | -                  | -                  | -           | -           | -           | 12     | 1      |        |
| 2022-feb. 2023        | Western Utd           | AL                    | 15         | 4          | CA              | 2               | 0               | -                  | -                  | -                  | -           | -           | -           | 17     | 4      |        |
| Totale Western United | Totale Western United | Totale Western United | 35+1       | 5          |                 | 3               | 0               |                    | -                  | -                  |             | -           | -           | 39     | 5      |        |
| feb.-giu. 2023        | Western Sydney        | AL                    | 11+1       | 1          | CA              | -               | -               | -                  | -                  | -                  | -           | -           | -           | 12     | 1      |        |
| 2023-2024             | Western Sydney        | AL                    | 25         | 9          | CA              | 2               | 0               | -                  | -                  | -                  | -           | -           | -           | 27     | 9      |        |
| 2024-2025             | Western Sydney        | AL                    | 25+1       | 12         | CA              | 3               | 2               | -                  | -                  | -                  | -           | -           | -           | 29     | 14     |        |
| Totale Western Sydney | Totale Western Sydney | Totale Western Sydney | 61+2       | 22         |                 | 5               | 2               |                    | -                  | -                  |             | -           | -           | 68     | 24     |        |
| 2025-2026             | Aberdeen              | SP                    | 0          | 0          | SC+CdL          | 0+0             | 0               | UEL                | 0                  | 0                  | -           | -           | -           | 0      | 0      |        |
| Totale carriera       | Totale carriera       | Totale carriera       | 96+3       | 27         |                 | 8               | 2               |                    | -                  | -                  |             | -           | -           | 107    | 29     |        |

## Palmarès

### Club

#### Competizioni nazionali
- Campionato australiano: 1

Western United: 2021-2022

### Individuale
- Johnny Warren Medal: 1

2024-2025